# Gabriel Dodoi
Gabriel Ionuț Dodoi (sinh ngày 27 tháng 9 năm 1998) là một cầu thủ bóng đá người România thi đấu ở vị trí tiền đạo cho CFR Cluj.

## Danh hiệu

### Câu lạc bộ
CFR Cluj
- Liga I: 2017–18